# Power de Pittsburgh
Stade
Maillots
Le Power de Pittsburgh est une équipe de football américain professionnelle basée à Pittsburgh dans l'État de Pennsylvanie aux États-Unis ayant joué dans la division Est de la Conférence américaine (AC) de l'Arena Football League (AFL).
Fondée en 2010, l'équipe jouait ses matchs à domicile au Consol Energy Center, qu'elle partageait avec les Penguins de Pittsburgh de la Ligue nationale de hockey (NHL). Le Power partageait les mêmes couleurs (noir et or) que les autres équipes sportives professionnelles de Pittsburgh, les Penguins, les Steelers de Pittsburgh de la National Football League (NFL) et les Pirates de Pittsburgh de la Major League Baseball (MLB).
Pittsburgh est la quatrième nouvelle équipe participant à la saison 2011 de l'AFL (en), avec les SaberCats de San José, le Command de Kansas City et leur nouveau rival de l'État de Pennsylvanie, le Soul de Philadelphie, ces trois dernières revenant toutes dans l'AFL après deux années d'absence.
La franchise existe jusqu'au terme de la saison 2014, mais le propriétaire met fin à ses activités le 17 novembre 2014. Le commissaire de l'AFL, Scott Butera, déclare: "Nous essayons d'influer sur une transaction qui permettra au Power de continuer à jouer à Pittsburgh. La franchise n'a plus été réactivée depuis.

## Histoire

### L'AFL à Pittsburgh avant 2011
Avant l'annonce de l'équipe d'expansion de Pittsburgh en 2011, la ville héberge les Gladiators de Pittsburgh, l'une des quatre franchises originales de la Arena Football League en 1987. Le tout premier match de championnat de l'AFL, sans compter les matchs disputés au Rockford Metro Center et au Rosemont Horizon, se déroule dans la Pittsburgh Civic Arena entre les Gladiators et les Commandos de Washington. Les Gladiators perdent ensuite l'ArenaBowl I contre le Dynamite de Denver, 45 à 16, lors d'un match disputé à la Civic Arena. Deux ans plus tard, l'équipe perd l'ArenaBowl III,  à la Joe Louis Arena, contre le Drive Detroit, sur un score de 39–26.
La saison suivante est la quatrième et dernière des Gladiators à Pittsburgh, après que le copropriétaire, Bob Greis, ait décidé de transférer la franchise à Tampa, en Floride pour y devenir le Storm de Tampa Bay. En 2011, Jerry Kurz, le commissaire de la Arena Football League, déclare au Pittsburgh Tribune-Review que le déménagement des Gladiators à Tampa n'a rien à voir avec l'assistance aux matchs. Il ajoute que les problèmes qui avaient poussé l'équipe à se déplacer étaient davantage liés au manque d'infrastructures supplémentaires à la Civic Arena, tels que des suites de luxe.

### 2011
La politique de l'AFL à l'époque était de donner aux équipes d'expansion des marchés précédemment desservis par les équipes de l'AFL leur donnant le même nom que la précédente équipe, la ligue détenant pratiquement tous les droits sur les noms de ses équipes présentes ou passés. Cependant, étant donné que les Gladiators de Cleveland, qui n'ont aucun lien avec l'ancienne équipe de Pittsburgh, utilisent déjà le nom "Gladiators", il a fallu adopter un nouveau nom de franchise. Incidemment, le logo de Pittsburgh Power est un éclair, le même que celui d'une ancienne équipe AFL de Cleveland, les Thunderbolts de Cleveland. 
D'après le blog de sport Inside Pittsburgh Sports et l'animateur de radio de la région de Pittsburgh, Mark Madden, l'équipe doit à l'origine être nommée les Pittsburgh River Wizards. Le nom de l'équipe est changé avant l'annonce officielle par l'équipe.
Le  Power joue son premier match de son histoire le 11 mars 2011 au Consol Energy Center devant 13 904 fans. Ils perdent en prolongation contre le Soul de Philadelphia sur un score de 52 à 58. Malgré cette défaite, Pittsburgh mène la division Est avec un bilan de 7–4 après le match de la 13e semaine. Ils perdent ensuite cinq de leurs sept derniers matches, affichent un bilan de 9-9 en fin de saison et terminent deuxième de leur division.

### 2012
Le 9 mars 2012, l'intégralité des joueurs de Pittsburgh Power est libérée avant son match d'ouverture contre les Predators d'Orlando, en raison d'un conflit entre les propriétaires et le syndicat des joueurs. Avec l'aide de quelques joueurs remplaçants, l'équipe réussit à remporter le premier match 40 à 26. Après la victoire, les 24 joueurs libérés se voient proposer de retrouver leur emploi à l'exception du quarterback Kyle Rowley et du kicker Taylor Rowan. Dix-huit acceptent immédiatement de revenir dans l'équipe tandis que Neil Purvis signe son contrat quelques jours plus tard. Les defensive backs Josh Lay et Tyrrell Herbert ainsi que l'offensive lineman Dan Jones choisissent de ne pas resigner et sont par conséquent placés sur la liste des suspendus de la ligue. Jones est échangé au Command de Kansas City le 2 mai 2012.
Le 14 avril, le Power effectue la plus grande remontée au score de l'histoire de l'Arena Football League. Menés 48 à 17 dans le troisième quart temps par les Predators d'Orlando, le quarterback réserve Derek Cassidy va permettre à son équipe d'inscrire 34 tout en encaissant seulement 3 points ce qui entraîne une prolongation du match. Après un field goal inscrit par les Predators (54–51), P. J. Berry retourne le kickoff adverse jusqu'à la ligne des 19 yards des Predators. Sur le jeu suivant, Cassidy trouve Christian Wise à la passe qui inscrit le touchdown victorieux, 57 à 54 pour le P>ower.
Le 8 juin, le Power aurait dû affronter les Gladiators de Cleveland au Quicken Loans Arena. Cependant, à la suite d'un conflit salarial, les Gladiators ne parviennent pas à aligner suffisamment de joueurs et déclarent forfait, faisant du Power la première équipe de l'histoire de l'Arena Football League à gagner par forfait.
Le 16 juin, le kicker du Power, Geoff Boyer, réussit à convertir un drop kick (en) de deux points contre les Mustangs de Milwaukee, le premier du genre réussi dans l'AFL depuis la saison 1997.
Avec une fiche de 5 victoires pour 13 défaites, Pittsburgh termine dernière de sa division et n'est pas qualifiée pour la série éliminatoire.

### 2013
La saison débute le 23 mars contre le Blaze de l'Utah. Pittsburgh va perdre toute chance se qualifier pour la série éliminatoire après la 10e semaine Après un bilan provisoire négatif de 3-6, Le Power va connaitre une série de 7 défaites qui les empêche de se qualifier pour la série éliminatoire, leur saison se terminant avec 4 victoires pour 14 défaites et la dernière place dans leur division.

### 2014
Durant l'entre-saison, le Power modifie radicalement son effectif. En plus de réaffecter presque tous les joueurs de l'équipe de la saison précédente, la franchise fait l'acquisition du quarterback Tommy Grady et du wide receiver Aaron Lesué lors de la draft de dispersion du Blaze de l'Utah. Le Power cède également ses leaders dans presque toutes les catégories, dont Mike Washington, au Shock de Spokane contre le quarterback Arvell Nelson. Vers la fin de l'entre saison, l'équipe acquiert le wide receiver Prechae Rodriguez dans le cadre d'une transaction avec les Predators d'Orlando. Au moment de l'ouverture de la saison, l'équipe de 24 joueurs ne comprend plus que quatre joueurs de 2013 (Curtis Young, Brandon Freeman, Sergio Gilliam et Julian Rauch).
Le premier match de la saison se déroule le 15 mars et oppose le Power aux Gladiators de Cleveland. Après avoir mené 45-28 dans le troisième quart temps, Pittsburgh se fait remonter et perd finalement 53 à 63. L'entraîneur principal Derek Stingley est renvoyé six jours plus tard et remplacé par l'ancien entraîneur principal d'Utah Blaze, Ron James.
Celui-ci acquiert le centre Antonio Narcisse au Thunder de Portland qui avait joué sous ses ordres avec le quarterback Tommy Grady au Blaze de l'Utah de 2011 à 2013. Narcisse est le premier de plusieurs joueurs que James recrute pour Pittsburgh grâce à ses précédents passages chez les Gladiators de Las Vegas et le Blaze de l'Utah. Il remporte ses trois premiers matchs au cours desquels le Power surpassent ses adversaires affichant un score combiné de 174 à 78. Toutefois, cette série est suivie de trois défaites à Arizona et Cleveland. Dans leur salle, le Power accueille le Soul de Philadelphie qu'il n'a jamais vaincu. Avec 65 points inscrits contre le Soul, l'équipe remporte le match et établit son nouveau record de points inscrits à domicile (65). L'équipe enchaine avec 11 victoires consécutives terminant avec un bilan de 15 victoires pour trois défaites. Il s'agit de la première saison positive du Power qui accède pour la première fois de son histoire à la série éliminatoire. Il perdent cependant le 3 aout 2014 la demi-finale jouée contre les Predators d'Orlando sur le score de 48 à 56.

## Les propriétaires
Dans le groupe de propriété d'origine, Matt Shaner était le propriétaire principal et le directeur général de l'équipe. Lynn Swann, ancien wide receiver des Steelers de Pittsburgh, membre du Pro Football Hall of Fame de la NFL et candidat républicain au poste de gouverneur en 2006, faisait également partie du groupe de propriété de l'équipe. La famille de Shaner est propriétaire du Pittsburgh Marriott City Center Hotel. Comme Swann, Matt Shaner était autrefois un candidat politique. En 2008, il a mené une campagne sans succès pour la Chambre des représentants de Pennsylvanie. Après le Crush du Colorado, le Command de Kansas City et le Soul de Philadelphie, Pittsburgh Power est la quatrième équipe de l'histoire de l'Arena Football League à compter un ancien joueur de la NFL dans son groupe de propriété.
Le 7 février 2014, Trib Total Media a acquis une participation de plusieurs millions de dollars dans le Power, rejoignant Shaner et Swann. L'équipe sera dirigée par un conseil d'administration présidé par Shaner, avec Ralph Martin et Swann également au conseil. La franchise connaît sa meilleure saison en 2014, enregistrant un bilan de 15-3 et obtenant sa première qualification en séries éliminatoires, mais le 17 novembre 2014, le groupe d'actionnaires a décidé de cesser ses activités.

## L'équipe
| Effectif 2014 | Effectif 2014 | Effectif 2014 | Effectif 2014 | Effectif 2014 | Effectif 2014 | Effectif 2014 |
| --- | ------------- | --- | ------------- | --- | ------------- | --- |
| Quarterbacks - 07 Arvell Nelson - 10 Tommy Grady Fullbacks - 32 Marlion Jackson - 24 Tommy Taggart Wide receivers - 03 Shaun Kauleinamoku - 12 Tyrone Goard - 15 Prechae Rodriguez - 18 James Shaw |               | Offensive linemen - 69 Antonio Narcisse - 70 Colin Madison - 71 Daverin Geralds - 75 Keith Newell - 77 Kevin Myers Defensive linemen - 08 Jake Killeen - 44 Maurice Fountain - 93 Curtis Young - 99 Justin Lawrence |               | Linebackers - 02 James Bryant Defensive backs - 04 Virgil Gray - 06 Brandon Freeman - 09 Sergio Gilliam - 14 Al Phillips - 22 Andre Jones Kicker - 27 Julian Rauch |               | Réserves inactives - 13 Latarrius Thomas DB - 19 Jeremy Kelley WR Réservistes blessés - 01 Aaron Lesué WR - 05 Anthony Hoke DL - 11 Hank Edwards WR - 17 Rodney Wright WR - 21 Ricardo Kemp DB - 34 Neil Purvis DL - 90 Roosevelt Holliday DL Autres ligues exemptées - -- Kenny Stafford WR - -- Julian Talley WR - -- Eric Norwood DL Suspendu - -- Justin Warren DL Rookies en italics Effectif au 31 juillet 2014 24 actifs, 13 inactifs |

## Résultats par saison
| Saison | G  | P  | Assistance moyenne | Série éliminatoire | Résultat                                     |
| ------ | -- | -- | ------------------ | ------------------ | -------------------------------------------- |
| 2011   | 09 | 09 | 9 107              |                    |                                              |
| 2012   | 05 | 13 | 5 163              |                    |                                              |
| 2013   | 04 | 14 | 5 865              |                    |                                              |
| 2014   | 15 | 03 | 6 370              | Demi-finale        | Défaite contre les Predators d'Orlando 48-56 |

## Bilan des entraîneurs
| Joueur          | Saison(s) | Saisons régulières | Saisons régulières | Saisons régulières | Saisons régulières | Playoffs | Playoffs |
| --------------- | --------- | ------------------ | ------------------ | ------------------ | ------------------ | -------- | -------- |
| Joueur          | Saison(s) | G                  | P                  | N                  | %                  | G        | P        |
| Chris Siegfried | 2011–2012 | 11                 | 17                 | 0                  | 39,3               | 0        | 0        |
| Derek Stingley  | 2012–2014 | 07                 | 20                 | 0                  | 25,9               | 0        | 0        |
| Ron James       | 2014      | 15                 | 02                 | 0                  | 88,2               | 0        | 1        |